# 1166
Cette page concerne l'année 1166  du calendrier julien. Pour l'année 1166 av. J.-C., voir 1166 av. J.-C.
L'année 1166 est une année commune qui commence un samedi.

## Événements
- Janvier - février : synode épiscopal d’Oxford au début de l’année en présence du roi d’Angleterre. L’Église d’Angleterre fait marquer au front les Cathares[1].
- Février : assise de Clarendon[2] : réforme législative en Angleterre. Le 3 mars, Henri II Plantagenêt quitte l’Angleterre jusqu’en 1170.
- 7 mai : mort de Guillaume le Mauvais ; début du règne de Guillaume II le Bon (1154-1189), roi de Sicile (fin en 1189) sous la régence de sa mère Marguerite de Sicile jusqu’à sa majorité en 1172. Étienne du Perche est nommé chancelier et Pierre de Blois devient le précepteur du jeune roi[3].
- 12 juin : à la suite de la révolte de Raoul II de Fougères, Henri II Plantagenêt rase le château de Fougères[4].
  - Le duc Conan IV de Bretagne est contraint d’abdiquer en faveur de sa fille Constance. Henri II Plantagenêt devient maître de la Bretagne grâce aux fiançailles de son fils Geoffroy avec Constance de Bretagne (mariage en 1181)[5].
- 11 juillet : intervention du roi Louis le Jeune en Bourgogne à l’appel de l'évêque de Mâcon contre Guillaume, comte de Chalons, en raison des exactions qu’il exerçait contre l'abbaye de Cluny[6].

- 1er août : Diarmait Mac Murchada (Dermot MacMurrough), roi de Leinster, chassé par le roi de Breffni, O’Rourke (Tighearnán Ua Ruairc (en)) dont il avait enlevé la femme, se réfugie à Bristol. Il demande appui à Henri II d’Angleterre et lève une armée de Normands, conduite par Richard Strongbow, comte de Pembroke[7]. Après deux échecs (août 1167 et 1169), ils débarquent victorieusement en Irlande et prennent Waterford et Dublin (21 septembre 1170).

- Novembre : début de la troisième campagne des armées de l’empereur Frédéric Barberousse en Italie (fin en 1167). Il entre par le territoire de Brescia, passe à Lodi, puis à Pavie où il célèbre Noël[8].

- Novgorod devient un archevêché titulaire suffragant[9]. L’archevêque Elie de Novgorod publie des instructions sur le rite et la discipline liturgiques[10].
- Étienne Nemanja échappe à ses frères Tihomir, Stracimir et Miroslav qui le tenaient en captivité et se proclame grand zupan de Serbie (fin en 1196)[11]. Les Serbes s’émancipent de l’Empire byzantin.
- Ruaidri Ua Conchobair (Rory O’Connor) devient le dernier Ard-ri (roi suprême) d’Irlande[7].